# Heide Dobberkau

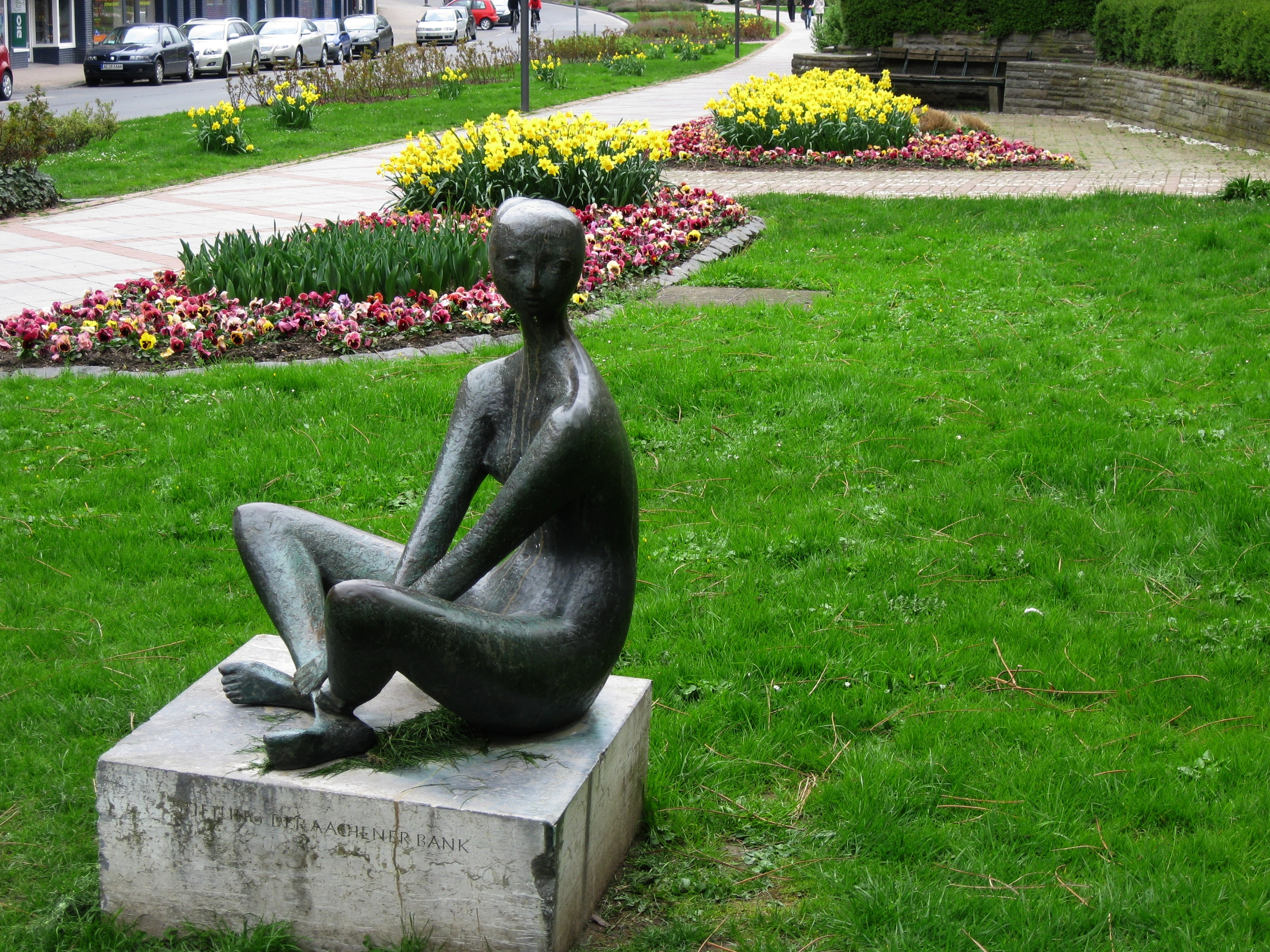
Skulptur Die Sitzende von Heide Dobberkau im Kurpark Burtscheid (1962)

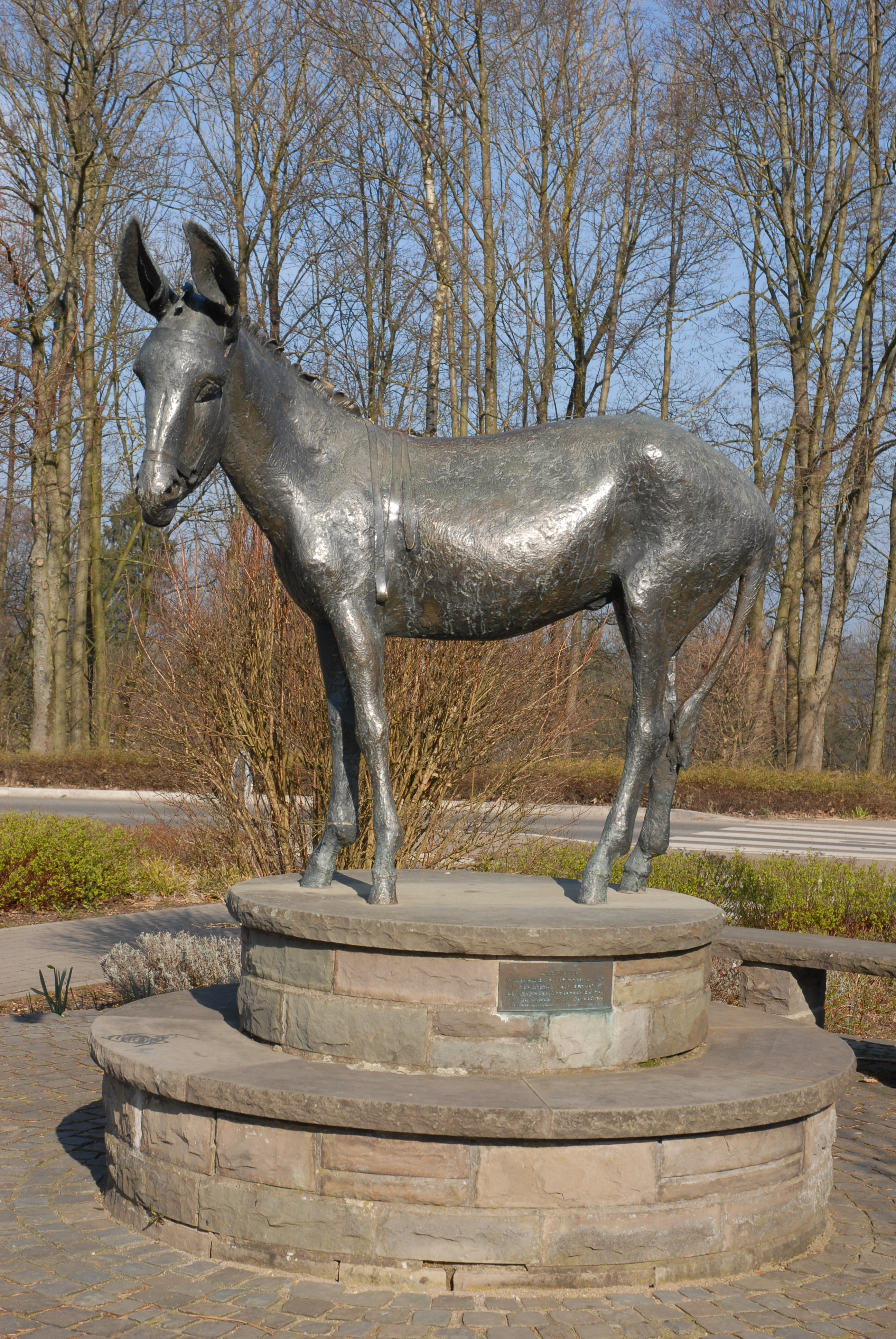
Bechener Esel von Heide Dobberkau (1983)

Heide Dobberkau (* 23. Januar 1929 in Celle; † 5. Februar 2021 in Refrath) war eine deutsche Bildhauerin und Medailleurin.

## Leben
Heide Dobberkau ließ sich von 1947 bis 1951 an der Werkkunstschule Hannover bei Hermann Scheuernstuhl und 1951–1953 an der Landeskunstschule Hamburg bei Edwin Scharff ausbilden. Anschließend machte sie sich als Bildhauerin in Köln selbständig. Sie lebte und arbeitete seit 1964 in Refrath (Bergisch Gladbach).
Dobberkaus Werke sind vorwiegend Kleinplastiken, Holzschnitte und Medaillen, die in Köln, im Focke-Museum Bremen und in der Kunsthalle Hamburg ausgestellt werden. Einige ihrer Medaillen sind Teil der Sammlung Georg Wimmelmann im Münzkabinett Berlin; weitere sind in der Staatlichen Münzsammlung München, im Landesmünzkabinett Sachsen-Anhalt, im Germanischen Nationalmuseum, im Schlossmuseum Gotha sowie in den Münzkabinetten in London, Paris und Stockholm zu sehen. Die Arbeiten der „feinsinnigen, stillen Künstlerin“ zeigen (nach der Darstellung weiblicher Akte in den 1960er und 1970er Jahren) als zentrales und wiederkehrendes Motiv Tiere. Gisa Steguweit urteilt über die „Sprache der Medaillen“ Dobberkaus, sie sei „intensiv und verständlich“, „[m]it wenigen formalen Elementen und unter Verzicht jeglichen Dekors“. Sie führt weiter aus: „Der Erkennungswert des dargestellten Individuums ist trotz sparsamer Mittel gesichert, das Tier ist identifizierbar und wird uns in einer bestimmten erlebten Situation vorgeführt. Nur die inhaltliche Dimension, das Wesentliche, was Heide Dobberkau an einem ihrer Tiere erfasst hat und mitteilen möchte, wirkt auf den Betrachter.“
Von 1969 bis 1992 nahm Dobberkau an den FIDEM-Biennalen für Medaillenkunst teil. Sie erhielt 2006 für ihr Lebenswerk den Hilde-Broër-Preis für Medaillenkunst.